# Festival Elsy Jacobs 2023
De 15e editie van de wielerwedstrijd Ceratizit Festival Elsy Jacobs vond in 2023 plaats op 29 en 30 april in Luxemburg. De start was in de hoofdstad Luxemburg en de finish in Garnich. Garnich is de geboorteplaats van Elsy Jacobs, de eerste wereldkampioene voor elite vrouwen, naar wie de wedstrijd vernoemd is. De wedstrijd maakt deel uit van de UCI Women's ProSeries 2023 en bestond uit slechts twee etappes, daar er geen proloog meer werd gehouden. In 2022 won de Italiaanse Marta Bastianelli; zij wist deze keer de eerste etappe te winnen, maar de tweede etappe werd gewonnen door de Nieuw-Zeelandse Ally Wollaston, die tevens het punten-, jongeren- en eindklassement won. Thuisrijdster Nina Berton won het bergklassement.

## Deelname
Drie World Tour-ploegen namen deel, aangevuld met tien continentale teams, een clubteam en drie nationale selecties.
| WorldTour                           | Continentaal | Continentaal                                            | Club             | Selecties                            |
| ----------------------------------- | --- | ------------------------------------------------------- | ---------------- | ------------------------------------ |
| Fenix-Deceuninck UAE Team ADQ Uno-X | AG Insurance-Soudal Quick-Step Aromitalia-Basso Bikes-Vaiano Grand Est-Komugi-La Fabrique Stade Rochelais Charente-Maritime Top Girls Fassa Bortolo | Arkéa BePink Ceratizit-WNT Parkhotel Valkenburg Torelli | Ara-Skip Capital | Luxemburg Noorwegen Verenigde Staten |

## Etappe-overzicht
| Etappe | Datum    | Start     | Finish    | Type      | Afstand  | Winnaar           | Klassementsleider |
| ------ | -------- | --------- | --------- | --------- | -------- | ----------------- | ----------------- |
| 1      | 29 april | Luxemburg | Steinfort | Heuvelrit | 111,1 km | Marta Bastianelli | Marta Bastianelli |
| 2      | 30 april | Luxemburg | Garnich   | Heuvelrit | 115,8 km | Ally Wollaston    | Ally Wollaston    |

## Klassementenverloop
| Etappe       | Winnaar           | Algemeen klassement · | Puntenklassement · | Bergklassement | Jongerenklassement · | Ploegenklassement |
| ------------ | ----------------- | --------------------- | ------------------ | -------------- | -------------------- | ----------------- |
| 1            | Marta Bastianelli | Marta Bastianelli     | Marta Bastianelli  | Nina Berton    | Ally Wollaston       | Ceratizit-WNT     |
| 2            | Ally Wollaston    | Ally Wollaston        | Ally Wollaston     | Nina Berton    | Ally Wollaston       | Ceratizit-WNT     |
| 0Eindstanden | 0Eindstanden      | Ally Wollaston        | Ally Wollaston     | Nina Berton    | Ally Wollaston       | Ceratizit-WNT     |

2008 · 2009 · 2010 · 2011 · 2012 · 2013 · 2014 · 2015 · 2016 · 2017 · 2018 · 2019 · 2020 · 2021 · 2022 · 2023 · 2024
Wielerweek van Valencia · 
Nokere Koerse · 
Dwars door Vlaanderen · 
Brabantse Pijl · 
Festival Elsy Jacobs · 
Clásica Féminas de Navarra · 
Ronde van Thüringen · 
Ronde van Emilia ·